# Günther Schmieder
Pour les articles homonymes, voir Schmieder.
Günther Schmieder, né le 27 juillet 1957 à Marienberg, est un coureur est-allemand du combiné nordique.

## Biographie
Il obtient ses premiers titres en devenant champion du monde junior en 1976 et 1977.
Il fait partie de la première équipe championne du monde de combiné nordique en 1982 à Oslo avec Uwe Dotzauer et Gerd Winkler. Il y est aussi cinquième en individuel, comme il l'a été aux Championnats du monde en 1978 à Lahti. À Oslo, il obtient un de ses meilleurs résultats personnels avec une troisième place sur le Festival de ski de Holmenkollen en 1981.
Dans les Jeux olympiques, il compte deux sélections, en 1980 et 1984, pour finir au mieux huitième en 1980 à Lake Placid.
Il participe à la première édition de la Coupe du monde en 1983-1984, obtenant comme meilleur résultat une troisième place à Seefeld. Il prend sa retraite sportive à l'issue de cette saison. 
Il devient entraîneur de ski de fond à Klingenthal par la suite.

## Palmarès

### Jeux olympiques
| Épreuve / Édition | Lake Placid 1980 | Sarajevo 1984 |
| Individuel        | 8e               | 15e           |

### Championnats du monde
| Épreuve / Édition | Lahti 1978                       | Oslo 1982 | Rovaniemi 1984                   |
| Individuel        | 5e                               | 5e        | Épreuve inexistante à cette date |
| Par équipes       | Épreuve inexistante à cette date | Or        | 4e                               |

### Coupe du monde
- Meilleur classement général : 15e en 1984.
- 1 podium individuel : 1 troisième place.